# 大阪五低山

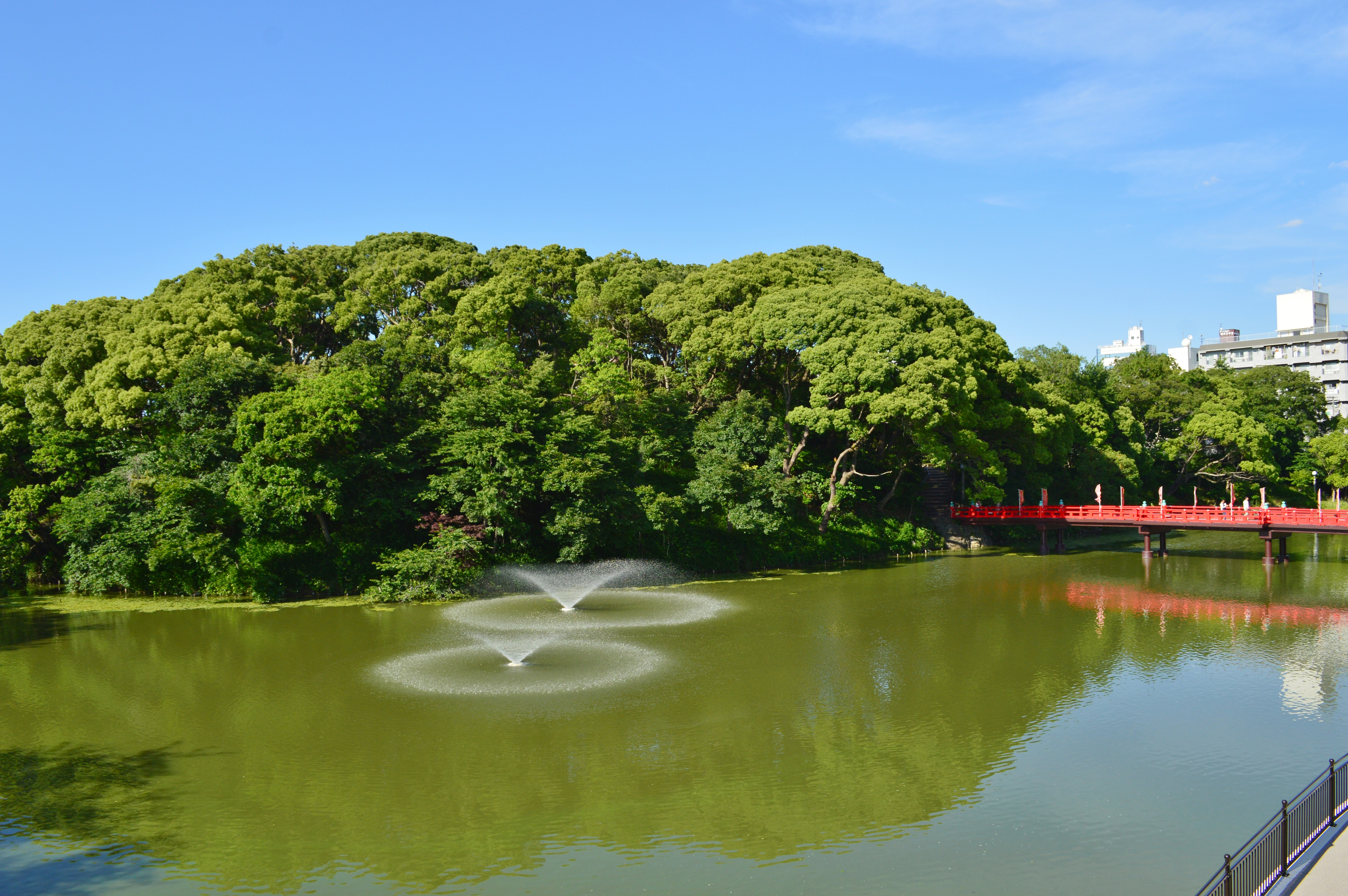
茶臼山（茶臼山古墳）

大阪五低山（おおさか ごていざん）は、大阪市内5カ所の低山巡りの対象となる「山」である。これらは古墳や築山、丘などの頂上であり、それぞれ標高は30m以下の低山である。大阪アルプスと呼ばれることもある。

## 概要
大阪五低山を構成する「山」は、標高順に港区の天保山（てんぽうざん 標高4.53m）、阿倍野区の聖天山（しょうてんやま 標高14m）、生野区の御勝山（おかちやま 標高14m）、住吉区の帝塚山（てづかやま 標高19.88m）、天王寺区の茶臼山（ちゃうすやま 標高26m）の5座である。
『大阪五低山』の由来は、登山証明書などを自前で発行し天保山で町おこしを行う「天保山山岳会」の会長が、2002年頃に発行した「大阪五低山縦走指南書」であるとされる。
| 名称   | 標高   | 基準点            | 住所                                             |
| ------ | ------ | ----------------- | ------------------------------------------------ |
| 天保山 | 4.53m  | 二等三角点 天保山 | 港区築港三丁目 天保山公園内の築山                |
| 聖天山 | 14m    | 標高点            | 阿倍野区松虫通三丁目 正圓寺の境内                |
| 御勝山 | 14m    | 標高点            | 生野区勝山北三丁目 御勝山公園内 御勝山古墳の墳丘 |
| 帝塚山 | 19.88m | 三等三角点 帝塚山 | 住吉区帝塚山西二丁目 帝塚山古墳の墳丘            |
| 茶臼山 | 26m    | 標高点            | 天王寺区茶臼山町 天王寺公園内 茶臼山古墳の墳丘   |

この大阪五低山に、天王寺区の宰相山と大正区の昭和山と鶴見区の鶴見新山3座を加えた8座を、『大阪八低山』と呼ぶこともある。